# 穆尔特-希什博维尔
穆尔特-希什博维尔（法語：Moult-Chicheboville，法語發音：[mult ʃiʃbɔvil]）是法国卡尔瓦多斯省的一个市镇，属于卡昂区。该市镇于2017年由原市镇穆尔特和希什博维尔合并而成。

## 地理
穆尔特-希什博维尔（49°6'55.001"N, 0°9'54.000"W）面积17.8 平方千米，位于法国诺曼底大区卡爾瓦多斯省，该省份为法国西北部沿海省份，北濒大西洋英吉利海峡，东北与滨海塞纳省以海上边界相接，东临厄尔省，南至奧恩省，西与芒什省接壤。
与穆尔特-希什博维尔接壤的市镇（或旧市镇、城区）包括：维蒙、阿尔让斯、康特卢、瓦朗布赖、勒卡斯特莱、贝朗格勒维尔。
穆尔特-希什博维尔的时区为UTC+01:00、UTC+02:00（夏令时）。

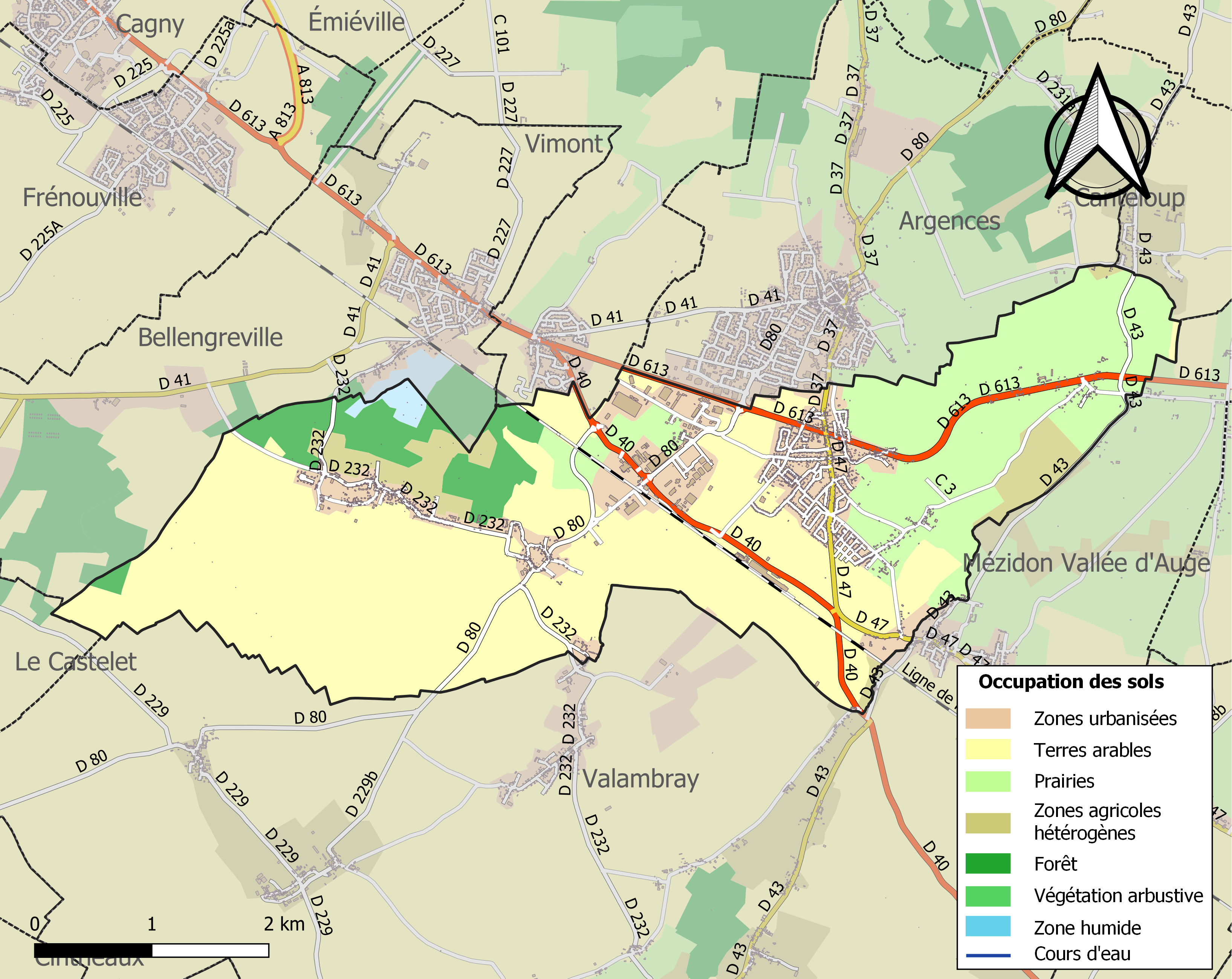
穆尔特-希什博维尔的OSM定位图

## 行政
穆尔特-希什博维尔的邮政编码为14370，INSEE市镇编码为14456。

## 政治
穆尔特-希什博维尔所属的省级选区为特罗阿恩县。

## 人口
穆尔特-希什博维尔于2022年1月1日时的人口数量为3404人。